# Kim Yu-song
Kim Yu-song (en coreano: 김유성; Pionyang, 24 de enero de 1995) es un futbolista norcoreano que juega en la demarcación de delantero para el April 25 de la Liga de fútbol de Corea del Norte.

## Selección nacional
Tras jugar en la selección de fútbol sub-19 de Corea del Norte, en la sub-20 y en la sub-23, finalmente el 6 de octubre de 2016 hizo su debut con la selección absoluta en un encuentro amistoso contra Vietnam que finalizó con un resultado de 5-2 a favor del combinado vietnamita tras los goles de Lê Công Vinh, Nguyễn Tuấn Anh, Lương, Xuân Trường, Vũ, Văn Thanh y de Phạm, Thành Lương para Vietnam, y un doblete de Pak Kwang-ryong para Corea del Norte.

### Goles internacionales
| #  | Fecha                   | Estadio                                        | Oponente  | Gol | Resultado | Competición                                |
| -- | ----------------------- | ---------------------------------------------- | --------- | --- | --------- | ------------------------------------------ |
| 1. | 6 de junio de 2017      | Jassim Bin Hamad Stadium, Doha, Catar          | Catar     | 2–2 | 2–2       | Amistoso                                   |
| 2. | 13 de junio de 2017     | Hong Kong Stadium, Kowloon, Hong Kong          | Hong Kong | 1–1 | 1–1       | Clasificación para la Copa Asiática 2019   |
| 3. | 5 de septiembre de 2017 | Kim Il-sung Stadium, Pionyang, Corea del Norte | Líbano    | 1–0 | 2–2       | Clasificación para la Copa Asiática 2019   |
| 4. | 10 de noviembre de 2017 | New I-Mobile Stadium, Buriram, Tailandia       | Malasia   | 2–0 | 4–1       | Clasificación para la Copa Asiática 2019   |
| 5. | 13 de noviembre de 2017 | New I-Mobile Stadium, Buriram, Tailandia       | Malasia   | 1–0 | 4–1       | Clasificación para la Copa Asiática 2019   |
| 6. | 13 de noviembre de 2017 | New I-Mobile Stadium, Buriram, Tailandia       | Malasia   | 2–0 | 4–1       | Clasificación para la Copa Asiática 2019   |
| 7. | 13 de noviembre de 2017 | New I-Mobile Stadium, Buriram, Tailandia       | Malasia   | 3–0 | 4–1       | Clasificación para la Copa Asiática 2019   |
| 8. | 11 de noviembre de 2018 | Estadio Municipal de Taipéi, Taipéi, Taiwán    | Mongolia  | 2–0 | 4–1       | Campeonato de Fútbol del Este de Asia 2019 |

## Clubes
| Club     | País            | Año    | Partidos | Goles |
| -------- | --------------- | ------ | -------- | ----- |
| April 25 | Corea del Norte | 2015 - | 43       | 33    |

## Palmarés

### Campeonatos nacionales
| Título                            | Club     | País            | Año  |
| --------------------------------- | -------- | --------------- | ---- |
| Liga de fútbol de Corea del Norte | April 25 | Corea del Norte | 2017 |